# Kileler
Kileler (in greco Κιλελέρ?) è un comune della Grecia situato nella periferia della Tessaglia (unità periferica di Larissa) con 22719 abitanti secondo i dati del censimento 2001 Il villaggio divenne noto per l'insurrezione di Kileler avvenuto il 6 marzo 1910.
A seguito della riforma amministrativa detta Programma Callicrate in vigore dal gennaio 2011 che ha abolito le prefetture e accorpato numerosi comuni, la superficie del comune è passata da 123 a 976 km² e la popolazione da 2834 a 22719 abitanti